# Tentative de coup d'État de 2011 en Guinée-Bissau
La tentative de coup d'État de 2011 en Guinée-Bissau est un coup d'État manqué mené par un groupe de soldats renégats le 26 décembre 2011.

## Déroulement
Dans la matinée du 26 décembre 2011, des combats éclatent entre deux factions des forces armées avec des bruits d'armes automatiques et des tirs de roquettes dans la base militaire de Santa Luzia, alarmant les habitants de Bissau, la capitale du pays. Les responsables affirment que tout commence lorsque le chef de la marine José Americo Bubo Na Tchuto (en) envoie des ordres pour arrêter le chef de l'armée Antonio Indjai (en), qui est ensuite libéré par ses hommes. Par la suite, le chef de l'armée arrête à son tour le chef de la marine pour son implication dans l'incident, mais celui-ci nie avoir donné de tels ordres à ses troupes, affirmant qu'il "passait la nuit chez lui, pas dans la caserne".
Durant les premières heures du coup d'État, alors qu'on ne sait toujours pas quelle est la cause des troubles, certains émettent l'hypothèse qu'il s'agit d'une attaque contre le quartier général militaire par des soldats exigeant de meilleurs salaires tandis que d'autres affirment qu'il s'agit d'une lutte entre les forces armées pour le contrôle du trafic de drogue et des routes de contrebande. Le Premier ministre Carlos Gomes Junior se réfugie momentanément dans une ambassade étrangère. Des responsables gouvernementaux précisent par la suite qu'il s'agit en réalité d'une tentative d'un groupe de soldats tentant de renverser le gouvernement lors d'une conférence de presse.
Finalement, 30 auteurs sont arrêtés, parmi lesquels le chef de la marine pour "avoir orchestré le coup d'État". D'autres escarmouches sont exécutées par l'armée pour procéder à de nouvelles arrestations, dont des politiciens, qui font une victime et de nombreux autres blessés. Le gouvernement de Guinée-Bissau annonce son intention de créer une commission d'enquête sur la tentative de coup d'État déjouée tandis que le président de l'Union africaine, Jean Ping, exprime son inquiétude face à la situation et appelle au dialogue pour la paix et la stabilité.
Pendant ce temps, le président Malam Bacai Sanhá, qui suit un traitement médical à l'étranger, est absent lors de la tentative de coup d'État. Il décède plus tard en janvier 2012, alimentant davantage d'instabilité politique dans le pays.